# Château d'eau de Pieksämäki
Le château d'eau de Pieksämäki (finnois : Pieksämäen vesitorni) est un bâtiment construit à Pieksämäki en Finlande.

## Histoire
Le château fait 35 m de hauteur et a une contenance de 1 100 m3.
La Direction des musées de Finlande a classé la rue centrale et le château d'eau parmi les Sites culturels construits d'intérêt national.

## Galerie

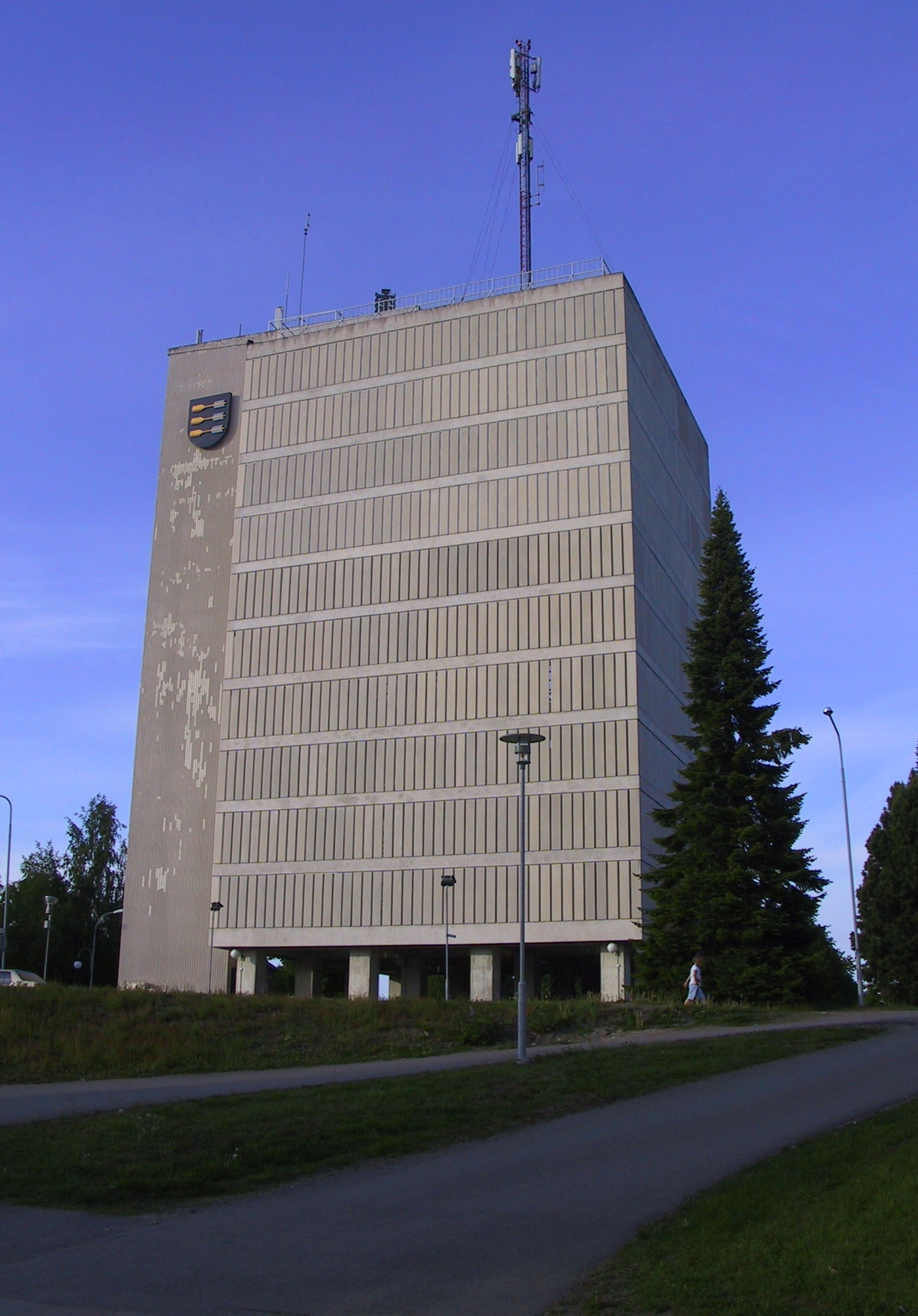
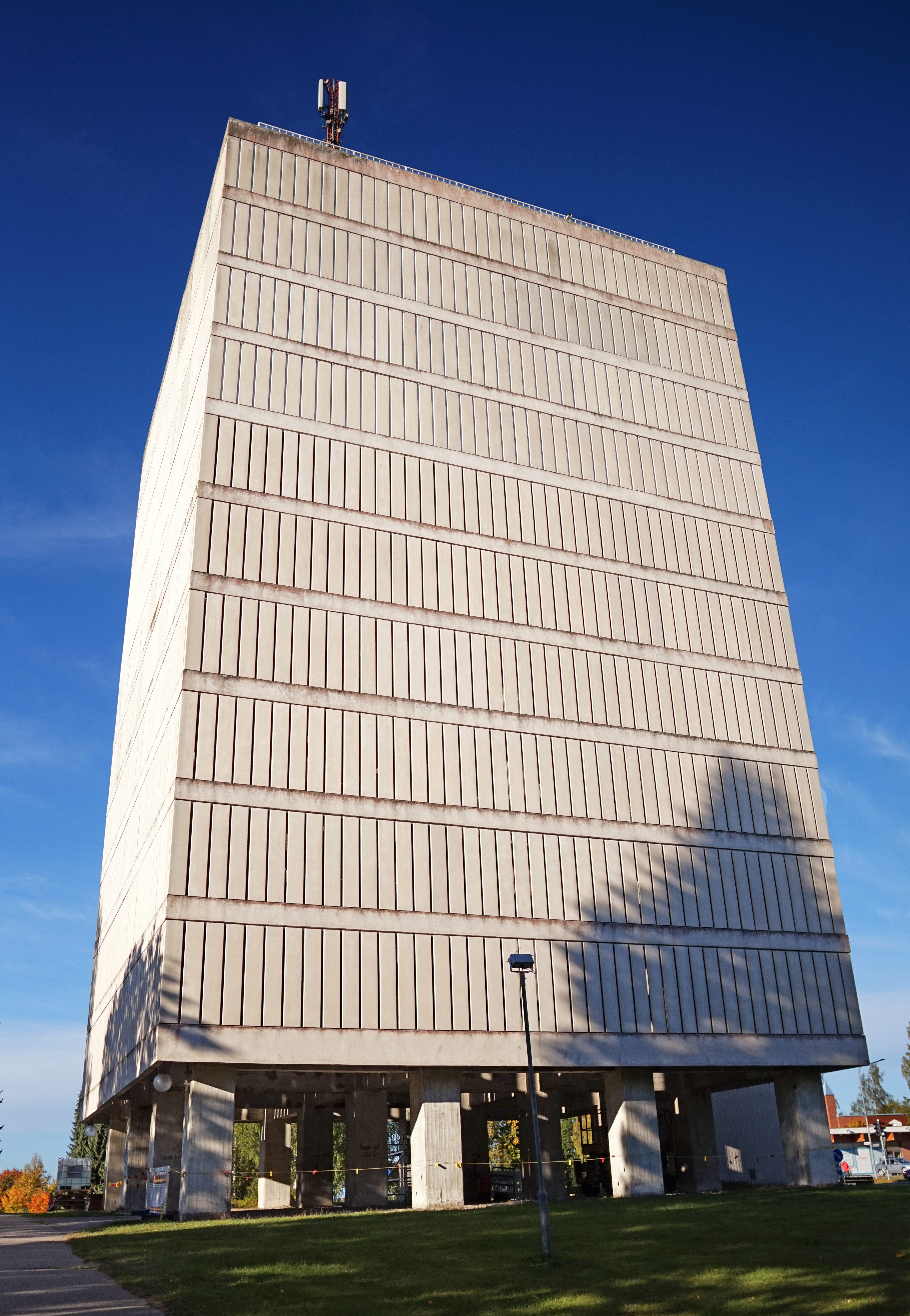
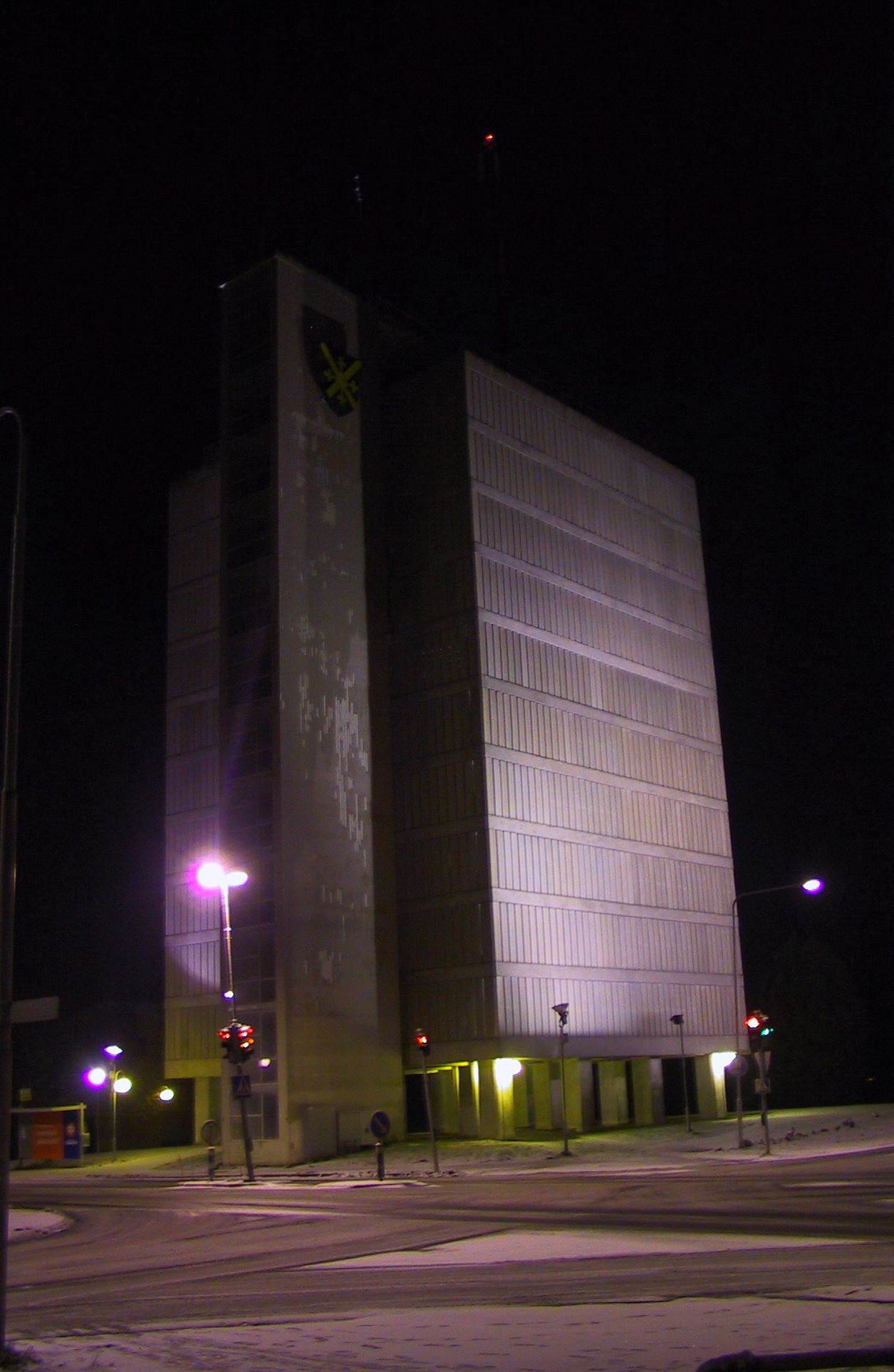